# Gabriel Chevallier

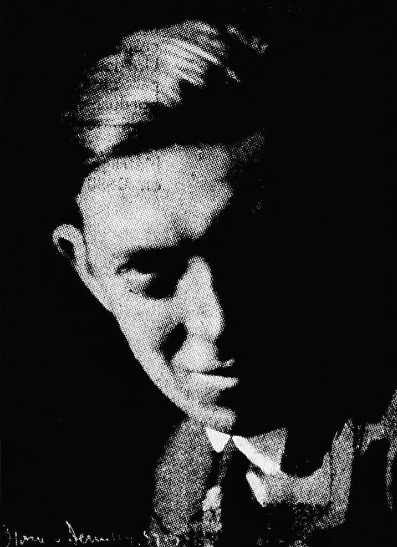
Gabriel Chevallier

Gabriel Chevallier (* 3. Mai 1895 in Lyon; † 6. April 1969 in Cannes) war ein französischer Journalist und Literat.

## Leben
Chevallier wurde 1895 in Lyon als Sohn eines Notars geboren und besuchte verschiedene Schulen, ehe er 1911 in die École des Beaux-Arts aufgenommen wurde. Zu Beginn des Ersten Weltkriegs wurde er einberufen und ein Jahr später verwundet, wurde aber wieder an die Front zurückgesandt, wo er als Infanterist bis Kriegsende diente. Er erwarb dort das Croix de guerre und den Chevalier de la Legion d’Honneur. Nach dem Krieg übernahm er verschiedene Jobs, darunter Kunstlehrer, Plakatmaler, Designer, Journalist und Handlungsreisender, ehe er 1925 mit dem Schreiben begann.
Sein 1930 veröffentlichtes Werk La Peur (deutsch: Heldenangst) baute auf seinen Kriegserfahrungen auf und war eine Anklage gegen den Krieg. Chevallier ließ es 1938, als ein neuer Krieg mit Deutschland drohte, aus dem Verkehr ziehen, um nicht als Defätist zu gelten. Sein bekanntester Roman, Clochemerle, entstand 1934, wurde in 26 Sprachen übersetzt und mehrere Millionen Mal verkauft. Das Buch wurde erstmals 1947 von Pierre Chenal verfilmt. Zu diesem Werk schrieb er zwei Fortsetzungen, Clochemerle wird Bad und Clochemerle – Babylon (ebenfalls verfilmt). Chevallier war verheiratet, hatte einen Sohn und starb 1969 in Cannes.

## Werke
- Durand voyageur de commerce, 1929
- La peur, 1930
  - deutsch: Heldenangst. Nagel & Kimche, Zürich 2010. Übersetzer: Stefan Glock.
- Clarisse Vernon, 1933
- Clochemerle, 1934
- Propre à rien, 1936
- Flegeljahre in Sainte-Colline, 1937
- Meine kleine Freundin Pomme, 1940
- Papas Erben, 1945
- Le guerrier désœuvré, 1945
- Chemins de solitude, 1945
- Mascarade, 1948
- Clochemerle Babylon, 1951
- Der kleine General, 1953
- Le Ravageur, 1953
- Carrefours des hasards, 1956
- Olympe oder Die erste Liebe, 1959
- Les filles sont libres. Editions Flammarion Paris 1960.
  - deutsch: Die Mädchen sind frei, übersetzt von Eugen Helmlé. Stahberg Verlag, Karlsruhe 1961; als Fischer Taschenbuch, Frankfurt am Main 1973, ISBN 3-436-01621-7.
- Miss Taxi, 1961
- Clochemerle wird Bad, 1963
- L’envers de Clochemerle, 1966
- Brumerives, 1968